# Harper's Bazaar
«Harper's Bazaar» — жіночий журнал про моду, що вперше вийшов у США 1867 року як щотижневик Harper's Bazar. Наразі виходить раз на місяць.
Журнал позиціонує себе як гід по стилю для жінок, які хочуть завжди одягатися за останніми модними трендами.
Цільова аудиторія – жінки із високим рівнем доходу, середній та вищий клас.
З моменту заснування журналу в ньому працюють одні з найкращих фотографів, художників, дизайнерів і журналістів, що дозволяє цим виданням щомісяця подавати своє власне витончене бачення світової моди, краси і поп-культури.

## Історія створення журналу
Заснувала журнал американська компанія Harper & Brothers, на рахунку якої вже було одне успішне видання Harper's Magazine (американський щомісячний журнал про літературу, політику, культуру, економіку та мистецтво; видається з 1850-го року і є другим найстарішим журналом в Америці після Scientific American), а також відоме видавництво Harper Collins Publishing.
Harper's Bazaar, що вийшов в 1867 році, став першим американським журналом про моду. Спочатку назва журналу виглядала як Harper's Bazar.
Перший редактор журналу-  Мері Луіза Бут.
У 1913 році був куплений медіа-магнатом Вільямом Рендольфом Герстом, засновником холдингу «The Hearst Corporation».

## Видатні особистості Harper's Bazaar
- Редактори: Кармель Сноу (Carmel Snow), Керрі     Донован (Carrie Donovan), Діана Вріланд (Diana Vreeland), Ліз     Тілберіс (Liz Tilberis), Олексій Бродович (Alexey Brodovich), Брана     Вульф (Brana Wolf).
- Фотографи: Луїза Даль-Вульф (Louise Dahl-Wolfe), Ман Рей (Man Ray), Діана Арбюс     (Diane Arbus), Річард Аведон (Richard Avedon), Роберт     Франк (Robert Frank), Инез ван Ламсвеерде (Inez van Lamsweerde), Крейг МакДін (Craig McDean) і Патрік     Демаршелье (Patrick Demarchelier).
- Ілюстратори: Ерте / Роман де Тіртофф (Erté / Romain de Tirtoff) і Енді     Уорхол (Andy Warhol) журналісти Аліса Мейнелл (Alice Meynell), Дейзі     Феллоус (Daisy Fellowes), Глорія Гіннес (Gloria Guinness) і     Елеанор Хойт Брейнерд (Eleanor Hoyt Brainerd).

Коли Harper's Bazaar тільки почав видаватися, він являв собою щотижневий журнал газетного формату і призначався для дам середнього і вищого класів. У ньому публікувалися останні модні новинки з Німеччини і Франції. Щомісяця журнал почав виходити тільки в 1901 році, зберігши цю періодичність до наших днів.

## Пізній Вікторіанський період (1889-1912)
На межі  XIX та XX ст. в Америці відбувається потужний технічний прогрес, який мав своє відлуння у друкарській справі. Намагаючись не відставати від сучасного життя, журнал розміщує на своїх сторінках світлини із світу моди та світського життя.

## Роки правління Кармель Сноу (1933-1957)
У 1933 році головним редактором стала Кармель Сноу (Carmel Snow), до цього займала ту ж посаду в журналі Vogue. Взявши кермо влади в свої руки, вона негайно взялася до роботи, відправивши фотокореспондента Мартіна Мункачі (Martin Munkacsi) проводити фотосесію купальних костюмів прямо на вітряний пляж, де той зробив знімок, який вписав журнал в історію. До цього практично всі знімки подібного роду з'являлися виключно в студіях, з моделями, схожими на манекени. Невгамовний дух Сноу (вона мало спала і їла, була небайдужа до мартіні) і жага пригод принесли на сторінки Harper's Bazaar життя, якої йому так не вистачало. За невеликий проміжок часу Кармель Сноу вдалося зібрати команду найкращих професіоналів медійного бізнесу. Першою великою знахідкою Сноу став виходець з Росії Олексій Бродович, з яким Сноу познайомилася в 1934 році на виставці нью-йоркського Клубу артдиректорів, яку він очолював. Перейнявшись талантом емігранта з Росії, Сноу тут же запропонувала йому місце в своєму журналі. Саме Бродович розробив обкладинку, яка нині є канонічною для журналу. Девізом «здивуй мене!» Олексій Бродович надихнув багатьох художників XX століття, включаючи своїх протеже Ірвіна Пенна (Irving Penn), Хіро (Hiro) і Річарда Аведона. Молодий фотограф витримав чотирнадцять скасованих інтерв'ю, перш ніж його прийняли на роботу.
Бродович майстерно вправлявся з версткою журналу, безжально обрізаючи знімки фотокореспондентів, якщо ті не відповідали його вимогам, домагаючись бездоганної кінематографічної якості. Навіть роботи Ман Рея і Анрі Картьє-Брессона не уникли його  нищівної критики.  Непересічні риси характеру, майстерність і безсумнівний талант змусив Трумена Капоте (Truman Capote) написати: «Для фотографічного дизайну та макетування Бродович значить приблизно те ж саме, що Dom Pérignon для шампанського».
Крім Бродовича і Аведона, Сноу відкрила ще один талант, а саме Діану Вріланд, яка зайняла місце модного редактора в 1936 році. Співпраця цієї четвірки стала одним з найяскравіших явищ в світі моди того часу і закінчилася лише в 1957 році, коли Сноу  виповнилося 70 років і він пішов у відставку. У 1958 році з редакції пішов Бродович. Він покинув США і переїхав на південь Франції, де і помер в 1971 році.

## Роки співпраці з Діаною Вріланд (1936-1962)
Коли Кармель Сноу вперше побачила Вріланд в 1936-му році, яка танцює на даху одного з нью-йоркських готелів в білій сукні від Chanel і з трояндою у волоссі, вона відразу зрозуміла, що знайшла нового співробітника для свого журналу. Спочатку Діана вела власну колонку під назвою «Чому б вам не ...?». Типовим питанням в цій рубриці було щось на кшталт: «Чому б вам не носити, як герцогині Кентській, в своєму волоссі три величезних діамантових зірки?». Однак досить скоро вона стала модним редактором, співпрацюючи з такими фотографами, як Луїза Даль-Вульф і Річард Аведон, а пізніше і з артдиректором Генрі Вульфом. Завдяки її невичерпній дотепності і оригінальності з'явилися фрази, які одразу стали крилатими:«Рожевий - це індійський синій» або «Елегантність - вроджене почуття», вони були увічнені в фільмі «Кумедне обличчя» ( «Funny Face»). Завдяки цій стрічці ім'я Діани Вріланд для багатьох стало синонімом класичного редактора модного журналу.

## Роки співпраці з Річардом Аведоном (1945-1965)
Річард Аведон створив своє перше портфоліо для Harper's Bazaar, коли йому було всього 22 роки. Всі його фотографії відрізнялися особливим характером, показуючи веселу безтурботність і безмежну любов до життя. Жінки Аведона, вільні від забобонів, каталися на роликах по площі Згоди і танцювали в нічних клубах, насолоджуючись свободою і модою післявоєнної епохи. Аведон став прототипом для Діка Авери, ще одного героя з фільму «Кумедне обличчя», якого грав Фред Астер (Fred Astaire).

## Роки співпраці з Нонни Мур (1980-1984)
Нонні Мур (Nonnie Moore), прийнята в штат Harper's Bazaar в 1980 році, до цього працювала в виданнях Mademoiselle і The New York Times. Зовнішність, який Harper's Bazaar знайшов з новим редактором, багато описували як «трохи неохайний». Однак в той же час ніхто не міг не визнати, що з цією уявною неохайністю журнал придбав «помітну гостроту в погляді на моду», ставши більш яскравим, молодіжним і стильним. Багато в чому Мур змогла цього домогтися завдяки молодим талановитим фотографам на кшталт Олів'єро Тоскані.
Сьогодні головним редактором Harper's Bazaar  в США є Гленда Бейлі.

## У світі
Журнал публікується у 28 країнах:
- Австралія (англійською)
- Аргентина (іспанською)
- Бразилія (португальською)
- Болгарія (болгарською)
- В'єтнам (в'єтнамською)
- Гонконг (англійською та китайською)
- Греція (грецькою)
- КНР (китайською)
- Індія (англійською)
- Індонезія (англійською та індонезійською)
- Іспанія (іспанською)[2]
- Казахстан (російською)
- Південна Корея (англійською та корейською)
- Німеччина (німецькою)
- Малайзія (англійською)
- Мексика (іспанською)
- Польща (польською)
- Румунія (румунською)
- Росія (російською)
- Сінгапур (англійською)
- Тайвань (англійською та китайською)
- Таїланд (англійською і тайською)
- Туреччина (турецькою)
- ОАЕ (англійською)
- США (англійською)
- Велика Британія (англійською)
- Чехія (чеською)
- Японія (японською)